# Кебнекайсе

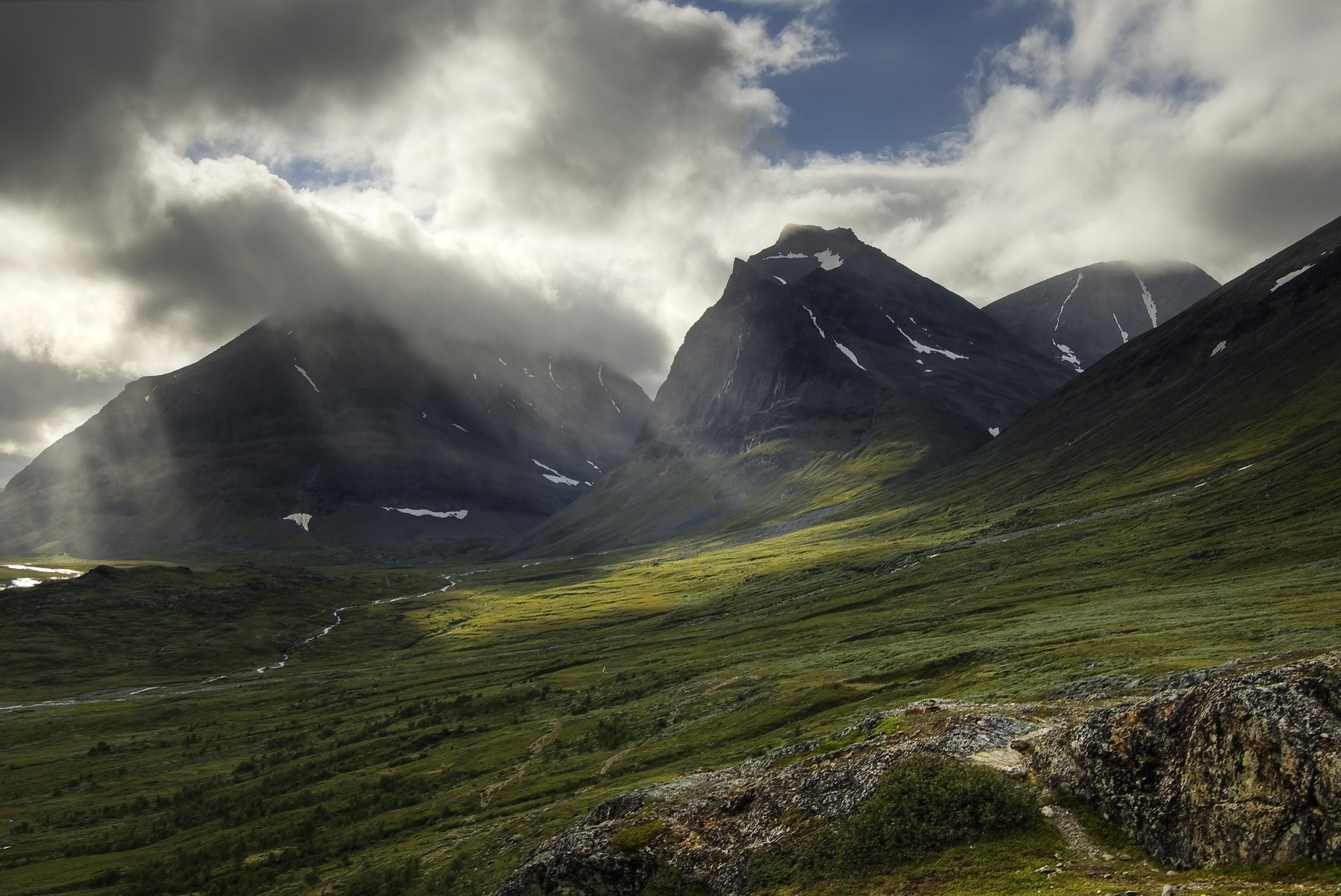
Вигляд долини Кебнекайсе

Кебнекайсе (швед. Kebnekaise, з північносаамської Giebmegáisi або Giebnegáisi — «котлоподібна вершина») — гора в Скандинавських горах, найвища вершина Швеції і Лапландії, хоча за відносною висотою поступається горі Акка. Має дві вершини: південна, висотою 2104 м вкрита льодовиком; і північна — 2097 м. Кебнекайсе розташована в Лапландії, приблизно за 150 км на північ від полярного кола і на захід від Кіруни. Вершина складена габро і кварцовими сієнітами.
Льодовики, що вкривають вершину, на сьогодні мають тенденцію до танення. Тому висота гори постійно зменшується, ще декілька десятків років тому вона становила 2123 м над рівнем моря. Якщо танення продовжиться тими ж темпами, південна вершина стане меншою північної через декілька років. Північніше в Європі не існує вищих гір, ніж Кебнекайсе.
Гора популярна серед туристів, тут багато альпіністських маршрутів, біля неї (від Абіску до Ніккалуокта) — відомий піший маршрут Кунгследен. Крім цього, біля підніжжя Кебнекайсе розташована станція Стокгольмського університету з дослідження проблем високогір'я.

## Цікаві факти
На честь лапландських гір Акка і Кебнекайсе названо вожака зграї гусей у книзі Сельми Лагерлеф «Чудові подорожі Нільса з дикими гусьми».